# حشره‌خوار تیمور
 حشره‌خوار تیمور (نام علمی: Crocidura tenuis) نام یک گونه از سرده حشره‌خوارهای دندان‌سفید است.